# Konsekventialism
Konsekventialism, även teleologisk etik, betecknar en grupp etiska läror som menar att det är meningsfullt att rangordna olika handlingsalternativ med avseende på deras utfall eller konsekvenser, och att man bör välja det handlingsalternativ som är högst rangordnat (eller ett av de högst rangordnade, om det finns flera likvärdiga alternativ). 
Olika konsekventialistiska teorier skiljer sig åt i synen på utfall för vem (mig eller kollektivet) och vad är det som ska maximeras (exempelvis lycka, lust (hedonism) eller önskeuppfyllande (preferentialism)). Utilitarismen menar att det är det totala utfallet ("ur universums synvinkel") som ska räknas, medan egoismen menar att det är utfallet för mig (den handlande agenten) som är det relevanta. All konsekventialism har dock vissa nackdelar och förtjänster gemensamma. 
En invändning är att man inte kan överblicka konsekvenserna av en persons handlingar eller ens personens handlingsalternativ i en situation. På detta skulle en konsekventialist svara att man bör skilja på riktighetskriterium och beslutsmetod. Riktighetskriteriet säger oss vad som är en riktig handling, vad man bör sträva mot. Beslutsmetoden är hur man bestämmer hur man ska handla, exempelvis handla så att man maximerar det förväntade goda. Det är inte alla som anser konsekventialism vara det bästa riktighetskriteriet som anser att det är den bästa beslutsmetoden. 
Till exempel John Stuart Mill menar att det att använda konsekventialistisk utilitarism som beslutsmetod kan få sämre följder än att använda till exempel vardagliga moraliska uppfattningar, alltså bör man inte använda det. Sidgwick drar resonemanget ännu längre, och menar att om argumenten för hur bra utilitarismen är skulle bli allmänt kända, så skulle allmänheten börja använda den som beslutsmetod, vilket skulle få så negativa konsekvenser att utilitarismen bör hållas hemlig. 
En annan invändning är att för mycket tillåts eller med andra ord: ändamålet helgar medlen. Om det ger de bästa konsekvenserna så bör man till exempel koka barn i olja. Mot detta skulle kanske en konsekventialist invända att koka barn i olja omöjligt kan ha goda konsekvenser. 
Ett annat exempel på ett liknande problem, specifikt för utilitaristisk konsekventialism, är när en handling ger som konsekvens stort lidande hos ett fåtal personer, och lite njutning åt ett stort antal. Då kan detta fortfarande vara den handling som leder till störst sammantagen nytta. 
De som är kritiska mot konsekventialismen menar att en moralteori måste innehålla moraliska restriktioner och/eller moraliska friheter.
Den motsatta läran benämns icke-konsekventialism vari Immanuel Kants deontologi är framstående.